# Jodo, Busan
Jodo är en ö i Sydkorea.   Den ligger i stadsdistriktet Yeongdo-gu i staden Busan, i den sydöstra delen av landet, 300 km sydost om huvudstaden Seoul. Arean är 0,40 kvadratkilometer.
Ön har broförbindelse till ön Yeongdo. På Jodo finns universitetet Korea Maritime & Ocean University.